# 대한민국의 국보

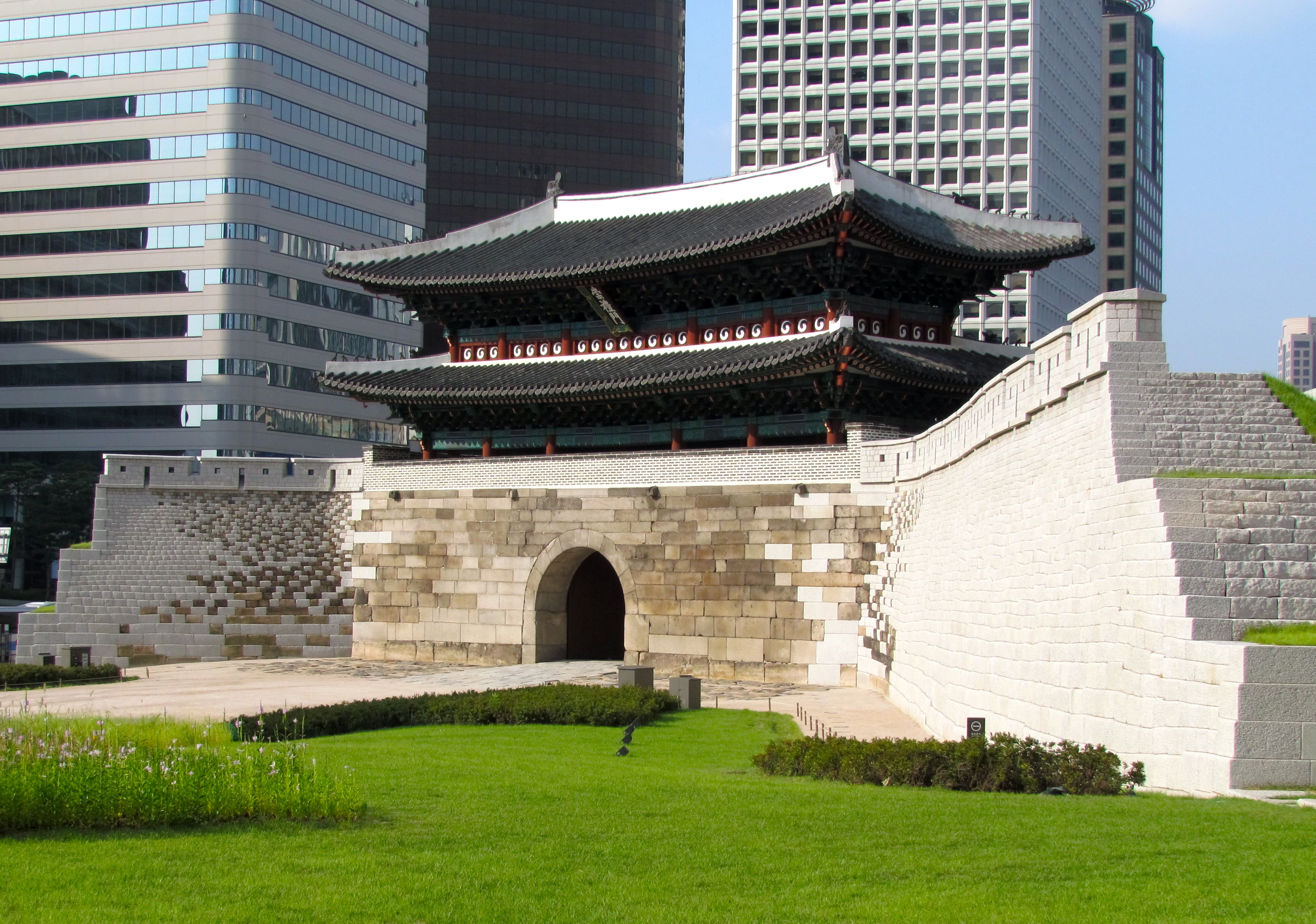
숭례문(국보 제1호)

대한민국의 국보(大韓民國 國寶)는 대한민국에서, 건축물이나 유물 등의 유형 문화재 가운데에 중요한 가치를 가져 보물로 지정될 만한 문화재 가운데 인류문화적으로 가치가 크고 유례가 드문 것, 독특하고 희귀한 것 등으로 인정되어 따로 지정된 문화유산을 말한다.
국보와 보물을 나눈 기준은 특별히 엄격하지 않으며 다만 제작 연도가 오래되었고 그 시대의 표준이 될 수 있는 것이나 제작 기술이 특별히 우수한 것 등을 국보로 지정하였다.

## 지정
보물 1호는 경성 남대문(숭례문), 2호는 동대문(흥인지문) 식으로 번호를 부여하였는데, 이는 총독부에서 거리가 가까운 순으로 번호를 붙인 것으로 경성부, 경기도, 충청북도, 충청남도와 같은 순으로 부여하였다.
1955년 일련 번호는 그대로 둔 채 국보와 보물을 구분하였다. 국보와 보물의 일련 번호를 정비한 것은 1962년 문화재보호법 재정 이후이다. 이 때부터 한동안 일련번호가 유지되었다.
국보 일련번호는 제336호까지 지정되어 있으며, 2021년 11월 19일 문화재 관련 법령의 개정으로 더 이상 지정되지 않는다. 이에 따라 기존에는 ‘국보 제1호 숭례문’이라 붙였던 명칭을 단순히 ‘국보 숭례문’으로만 소개하게 된다. 국보를 비롯한 보물, 사적, 천연기념물도 숫자를 매기지 않게 되었다. 이 같은 개정은 유적지의 안내문과 교과서 등에 적용된다.
대한민국 국가유산청은 해마다 유산을 검토하고 보존 가치가 높은 것을 새롭게 국보로 등록하고 있다.

## 지정 목록
국보로 처음 지정된 시기별로 분류한다.
- 1960년대 (1962년~1969년)
- 1970년대 (1970년~1979년)
- 1980년대 (1980년~1989년)
- 1990년대 (1990년~1999년)
- 2000년대·2010년대 (2000년~2019년)
- 2020년대 (2020년~)

## 복원
원래모습으로 복원하기 쉽지 않다. 교통과 예산을 포함해서 땅도 매입해야 되고 단청도 그대로 해야되고 다시 짓는것도 전통방식으로 하기 때문에 잘못 복원하면 비판도 있다.

## 같이 보기
- 대한민국의 문화재
- 대한민국의 보물
- 대한민국의 천연기념물
- 대한민국의 사적
- 대한민국의 명승
- 대한민국의 국가무형문화재
- 대한민국의 중요민속문화재